# Ayauhteotl
Ayauhteotl (Nahuatl: Godin van de nevel (Ayaoeitl: Nevel en teotl: Godin) is in de Azteekse mythologie een verschijningsvorm van de watergodin Chalchiuhtlicue.
Ayauhteotl is de Godin van de nevel in de nacht en vroege ochtend, en vanwege haar tweeledig karakter ook de Godin van roem en ijdelheid. Ze is de dochter van Teteoinnan en de zuster van Tlazolteotl en Itzpapalotl.